# Str8 off tha Streetz of Muthaphukkin Compton
Str8 off tha Streetz of Muthaphukkin Compton es el segundo y último álbum de estudio del rapero estadounidense Eazy-E, lanzado el 30 de enero de 1996 por la discográfica Ruthless Records, diez meses después de su muerte relacionada con el SIDA. Contiene los sencillos "Just tah Let U Know" y "Tha Muthaphukkin Real", y fueron las últimas grabaciones de Eazy-E.

## Información del disco
Este álbum originalmente iba a ser un doble disco titulado Temporary Insanity que iba a ser lanzado en 1993 y tendría 60 canciones, pero debido a la rivalidad con Dr. Dre, Eazy descarta ese proyecto y lanza It's On (Dr. Dre) 187um Killa. Solo 14 temas nuevos e inéditos fueron publicados. Algunas de las canciones sin publicar fueron remezcladas y aparecieron en el EP del 2002, Impact Of A Legend.
En una entrevista que aparece en el documental de Lil Eazy-E, The Life and Timez of Eric Wright, Eazy-E menciona la colaboración de artistas importantes en este álbum como Bootsy Collins, Guns N' Roses, Tupac Shakur, Notorious B.I.G., Ice-T, Too Short, entre otros. 
La canción "Wut Would You Do" fue un diss dirigido a Death Row Records. La canción hace comentarios sobre Dr. Dre, y otros artistas relacionados como Snoop Dogg y Tha Dogg Pound.

## Lista de canciones
| N.º | Título                                                                       | Escritor(es)          | Productor(es)     | Duración |  |
| 1.  | «First Power»                                                                | A. Carraby            | DJ Yella          | 0:46     |  |
| 2.  | «Ole School Shit» (featuring B.G. Knocc Out, Dresta & Sylk-E. Fyne)          | A. Wicker             | DJ Yella          | 4:01     |  |
| 3.  | «Sorry Louie»                                                                | E. Wright             | DJ Bobcat         | 4:04     |  |
| 4.  | «Just tah Let U Know»                                                        | E. Wright             | Stone Tha Lunatic | 4:09     |  |
| 5.  | «Sippin' On A 40» (featuring B.G. Knocc Out & Dresta)                        | A. Wicker             | DJ Yella          | 4:30     |  |
| 6.  | «Nutz On Ya Chin»                                                            | E. Wright             | Naughty by Nature | 3:08     |  |
| 7.  | «Tha Muthaphukkin' Real» (featuring MC Ren)                                  | A. Carraby            | DJ Yella          | 4:21     |  |
| 8.  | «Lickin, Suckin, Phukkin»                                                    | A. Carraby            | DJ Yella          | 2:24     |  |
| 9.  | «Hit The Hooker»                                                             | E. Wright             | Naughty By Nature | 2:52     |  |
| 10. | «My Baby'z Mama»                                                             | E. Wright             | DJ Bobcat         | 3:44     |  |
| 11. | «Creep N Crawl»                                                              | A. Carraby            | DJ Yella          | 4:11     |  |
| 12. | «Wut Would You Do» (featuring Dirty Red)                                     | E. Wright J. Gonzales | Tony G            | 5:52     |  |
| 13. | «Gangsta Beat 4 Tha Street» (featuring B.G. Knocc Out, Dresta, & Menajahtwa) | A. Carraby            | DJ Yella          | 3:40     |  |
| 14. | «Eternal E» (featuring Roger Troutman)                                       | E. Wright             | Tony G            | 5:26     |  |

## Posicionamiento
| Listas (1996)            | Posición |
| ------------------------ | -------- |
| New Zealand Albums Chart | 20       |
| UK Albums Chart          | 66       |
| Billboard 200            | 3        |
| Top R&B/Hip-Hop Albums   | 1        |

### Posiciones de fin de año
| Listas (1996)          | Posición |
| ---------------------- | -------- |
| Billboard 200          | 163      |
| Top R&B/Hip-Hop Albums | 57       |